# گیزیاتوو
گیزیاتوو (انگلیسی: Gizyatovo) یک شهرک در شهرستان نوریمانوفسکی استان باشقیرستان کشور روسیه است.